# Championnat de La Réunion de football 2004
Navigation
Édition précédente Édition suivante
Le Championnat de La Réunion de football 2004 est la 54e édition de la compétition qui fut remportée par l'US Stade Tamponnaise.

## Classement
| Rang | Équipe                   | Pts | J  | G  | N  | P  | Bp | Bc | Diff |
| ---- | ------------------------ | --- | -- | -- | -- | -- | -- | -- | ---- |
| 1    | US Stade Tamponnaise (T) | 82  | 26 | 16 | 8  | 2  | 57 | 20 | +37  |
| 2    | SS Excelsior (C)         | 78  | 26 | 15 | 7  | 4  | 41 | 13 | +28  |
| 3    | JS Saint-Pierroise       | 77  | 26 | 15 | 6  | 5  | 41 | 25 | +16  |
| 4    | Saint-Pauloise FC        | 66  | 26 | 10 | 10 | 6  | 46 | 34 | +12  |
| 5    | AS Chaudron              | 65  | 26 | 10 | 9  | 7  | 42 | 27 | +15  |
| 6    | SS Jeanne d'Arc          | 65  | 26 | 10 | 9  | 7  | 33 | 28 | +5   |
| 7    | SS Capricorne            | 62  | 26 | 10 | 6  | 10 | 31 | 31 | 0    |
| 8    | SS Saint-Louisienne      | 62  | 26 | 9  | 9  | 8  | 29 | 32 | -3   |
| 9    | FC Avirons               | 60  | 26 | 8  | 10 | 8  | 36 | 36 | 0    |
| 10   | US Bénédictine           | 56  | 26 | 7  | 9  | 10 | 34 | 52 | -18  |
| 11   | AS Marsouins (P)         | 51  | 26 | 6  | 7  | 13 | 31 | 42 | -11  |
| 12   | SS Rivière Sports        | 47  | 26 | 4  | 9  | 13 | 15 | 33 | -18  |
| 13   | US Cambuston (P)         | 44  | 26 | 5  | 3  | 18 | 21 | 49 | -28  |
| 14   | FC Pont-d'Yves (P)       | 41  | 26 | 3  | 6  | 17 | 21 | 56 | -35  |

|  | Champion de La Réunion et qualification pour la Ligue des Champions de la CAF 2005 |
|  | Qualification pour la Coupe de la CAF 2005                                         |
|  | Relégation en 2e division                                                          |